# Faringitis estreptocócica
La faringitis estreptocócica o amigdalitis estreptocócica es un tipo de faringitis causada por una infección estreptocócica del grupo A. Afecta a la faringe incluyendo las amígdalas y en ocasiones a la laringe. Los síntomas más comunes incluyen fiebre, dolor de garganta y ganglios linfáticos inflamados. Está considerada la causa del 37% de los dolores de garganta en niños y de entre el 5% y el 15% en adultos.
La faringitis estreptocócica es una infección contagiosa que se propaga por el contacto cercano con un individuo infectado. Su diagnóstico definitivo se realiza según los resultados de un cultivo de exudado faríngeo; sin embargo, esto no es siempre necesario, ya que el tratamiento puede decidirse a partir de los síntomas. En los casos ya confirmados o con alta probabilidad, los antibióticos son útiles tanto para prevenir complicaciones como para acelerar la recuperación.

## Síntomas e indicios
Los síntomas típicos de la faringitis estreptocócica son dolor de garganta, dolor al tragar —odinofagia—, fiebre mayor a los 38 °C, exudado amigdalar —pus en las amígdalas— y ganglios linfáticos cervicales inflamados.
Otros indicios incluyen: dolor de cabeza, náuseas y vómitos, dolor abdominal, dolor muscular, fiebre escarlata o petequias palatales. Estas últimas son poco comunes, pero es un hallazgo altamente específico. El periodo de incubación y, por lo tanto, el inicio de los síntomas de esta enfermedad ocurre de 24 a 72 horas después del contagio. Si hay conjuntivitis, ronquera, secreción nasal o úlceras en la boca, o si no hay fiebre, es poco probable que se trate de faringitis estreptocócica.

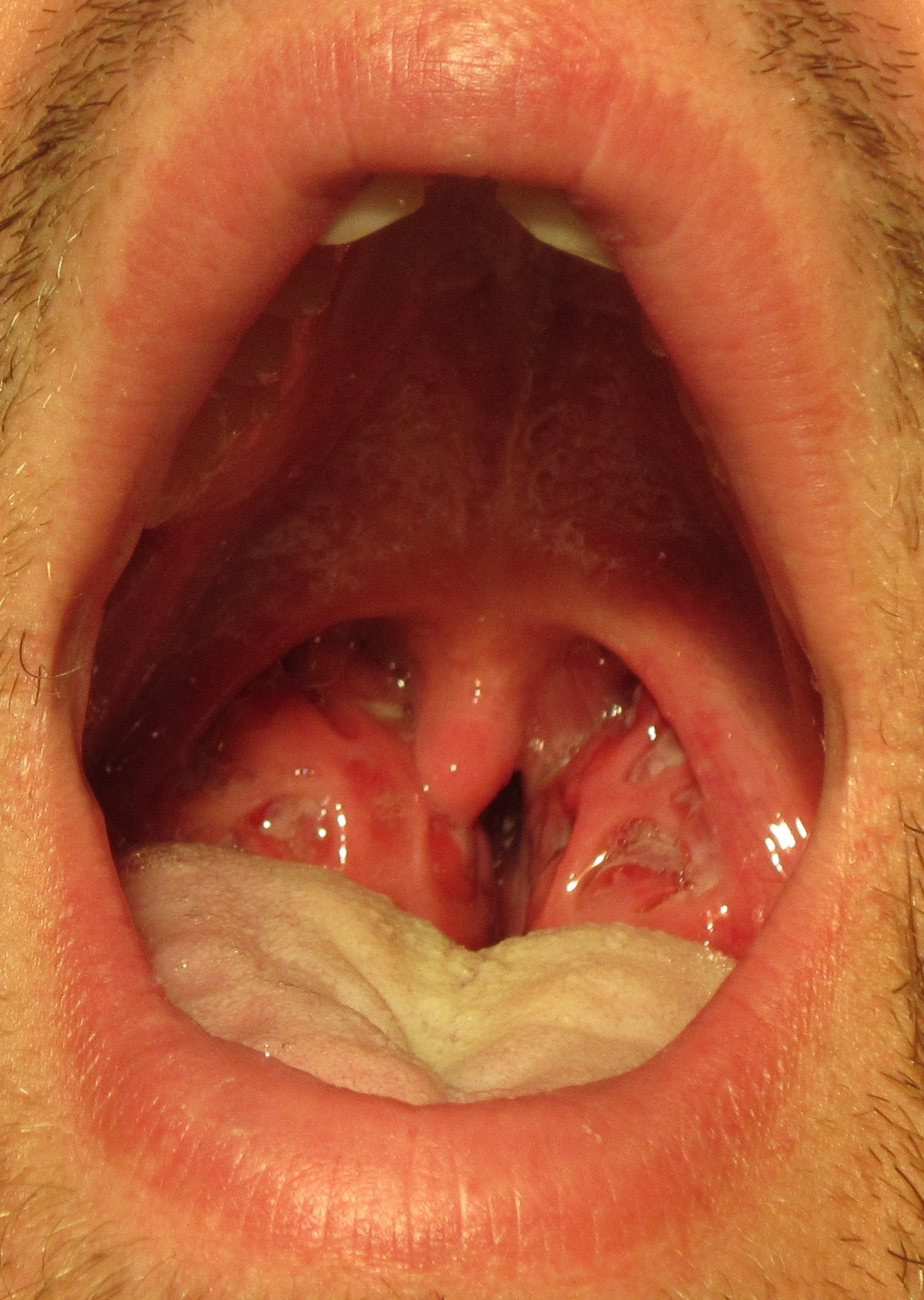
Infección de garganta con cultivo positivo de estreptococos del grupo A. Nótense las amígdalas inflamadas con exudado blanquecino.
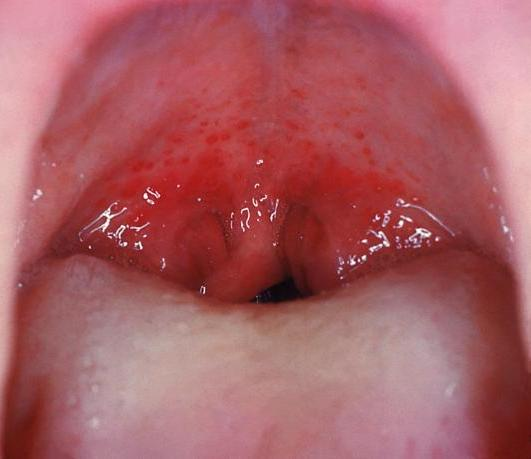
Boca bien abierta mostrando la garganta. Nótense las petequias, o puntos de color rojo, en el velo del paladar. Este hallazgo es poco común, pero altamente específico para la faringitis estreptocócica.
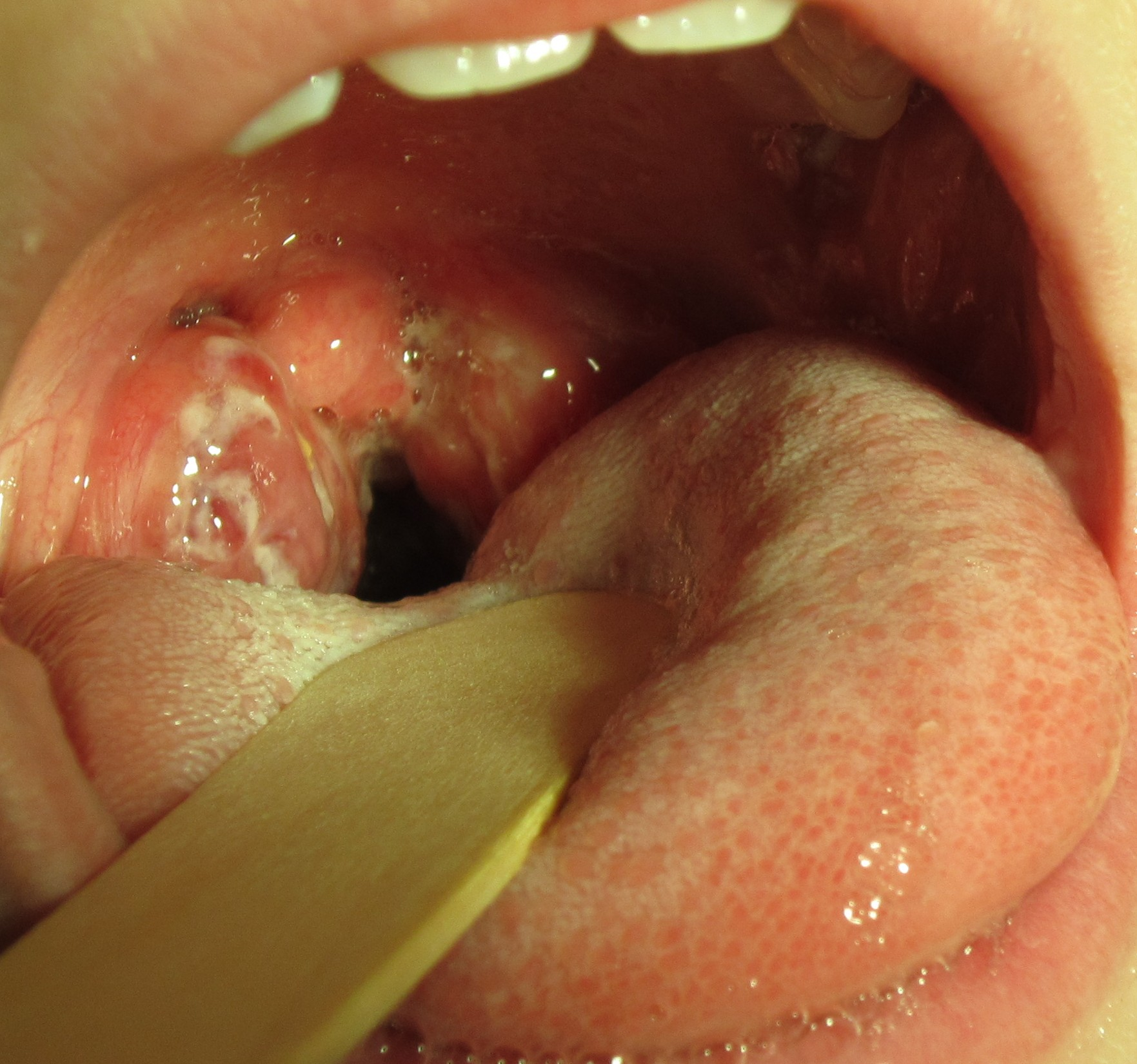
Amígdalas inflamadas en la parte posterior de la garganta cubiertas por exudado blanquecino.[5] Un caso de cultivo positivo de faringitis estreptocócica con exudado amigdalar típico en un niño de 8 años.

## Causas
La faringitis estreptocócica está causada por una bacteria denominada estreptococo beta-hemolítico del grupo A (Streptococcus pyogenes) —también conocido como SBHGA o EGA—; de todos modos, otras bacterias, como los estreptococos beta-hemolíticos que no pertenecen al grupo A y las fusobacterias, también pueden causar faringitis. Se propaga a través del contacto cercano con una persona infectada y, por lo tanto, en aglomeraciones como las que se encuentran en el ejército o las escuelas la tasa de trasmisión es mayor. Se ha descubierto que las bacterias secas en el polvo no son contagiosas, mientras que las bacterias en condiciones húmedas como en cepillos de dientes o artículos similares pueden subsistir hasta quince días. Solo en raras ocasiones puede surgir un brote como consecuencia de alimentos contaminados. De los niños que no presentan ningún síntoma ni indicio, un doce por ciento es portador de la bacteria EGA en su faringe, y después del tratamiento, aproximadamente el 15% de ellos continúa siéndolo.

## Diagnóstico
| Puntos    | Probabilidad de faringitis estreptocócica | Tratamiento                            |
| --------- | ----------------------------------------- | -------------------------------------- |
| 1 o menos | <10 %                                     | No se requiere antibióticos o cultivo  |
| 2         | 11–17 %                                   | Antibiótico según el cultivo o el RADT |
| 3         | 28–35 %                                   | Antibiótico según el cultivo o el RADT |
| 4 o 5     | 52 %                                      | Terapia empírica                       |

Ningún elemento de la historia o del examen físico del paciente confirma o excluye confiablemente el diagnóstico de la faringitis GABHS. Pueden utilizarse los criterios de Centor modificados para determinar la probabilidad de una infección estreptocócica en personas con faringitis y la necesidad de un tratamiento con antibióticos. El método se basa en cinco criterios clínicos y se otorga un punto por cada uno:
- Ausencia de tos.
- Ganglios linfáticos cervicales inflamados o sensibles.
- Temperatura mayor a 38 °C.
- Exudado amigdalar o hinchazón.
- Edad menor a 15 años (se resta un punto si la edad es mayor a 44).

Sin embargo, la Sociedad de Enfermedades Infecciosas de América (IDSA) no recomienda los tratamientos empíricos y considera que los antibióticos son apropiados solo después de una prueba positiva. Los ensayos no son necesarios en niños menores de tres años, ya que los estreptococos del grupo A y la fiebre reumática son poco comunes, excepto en caso de que tengan un hermano con la enfermedad.

### Pruebas de laboratorio
El exudado faríngeo es el modelo de referencia para los diagnósticos de faringitis estreptocócica con una sensibilidad del 90–95 por ciento. También puede usarse una prueba rápida de estreptococos —conocida como «prueba rápida para la detección de antígenos» o «RADT», por sus siglas en inglés—. A pesar de que es más rápida, tiene una sensibilidad menor de 70% y una especificidad estadística igual (98%) al exudado faríngeo.
Un cultivo de exudado faríngeo o un RADT positivos asociados con los síntomas determinan una valoración eficaz en aquellos pacientes en los que existen dudas sobre su diagnóstico. En adultos, un RADT negativo es suficiente para descartar el dictamen; sin embargo, en niños se recomienda un cultivo de exudado faríngeo para confirmar el resultado. Los individuos que no presentan síntomas no deberían realizar pruebas periódicas de ninguno de estos tipos debido a que cierto porcentaje de la población es «portadora» de la bacteria estreptocócica en su garganta sin que esto les cause ningún daño.

### Diagnóstico diferencial
Debido a que los síntomas de la faringitis estreptocócica coinciden con los de otras enfermedades, puede ser difícil realizar un diagnóstico clínico. La tos, la secreción nasal, la afonía y el enrojecimiento ocular, además de la fiebre y el dolor de garganta son indicios más típicos de una faringitis viral que de una faringitis estreptocócica. La presencia de una marcada inflamación de los ganglios linfáticos junto con dolor de garganta, fiebre e inflamación de las amígdalas puede también indicar una mononucleosis infecciosa.

## Prevención
Una amigdalectomía puede ser una medida preventiva razonable en personas con infecciones frecuentes —más de tres al año— en la garganta. Los beneficios de la amigdalectomia son una disminución del número de episodios de ardor de garganta por año, una disminución en el número de episodios de ausencia escolar asociada a ardor de garganta y lo más importante una disminución en el número de episodios de infecciones de garganta que un individuo tiene al año. La amigdalectomia es efectiva para reducir el número de episodios de dolor de garganta y días con dolor de garganta en niños, siendo la ganancia más marcada en los más gravemente afectados. Los casos de faringitis frecuente con resultado positivo para la prueba de la bacteria EGA también pueden hacer referencia a una persona que es portadora crónica de esta enfermedad y su cuadro clínico agudo está siendo provocado por otra etiología, como una infección viral. No se recomienda tratar a personas que estuvieron expuestas, pero que no presentan ningún síntoma. Tampoco es aconsejable examinar a las personas portadoras de la bacteria EGA, ya que el riesgo de propagación y complicaciones es bajo.

## Tratamiento
La faringitis estreptocócica no tratada generalmente se cura en pocos días; el método con antibióticos acorta la duración en caso de enfermedad aguda en alrededor de dieciséis horas. La razón principal para realizar este tipo de tratamiento es reducir el riesgo de complicaciones como fiebre reumática o abscesos retrofaríngeos; los antibióticos son efectivos si se suministran dentro de los nueve días desde el inicio de los síntomas.

### Analgésicos
Los analgésicos —como los antiinflamatorios no esteroideos (AINE) y el paracetamol— ayudan considerablemente a paliar el dolor asociado con la faringitis estreptocócica. La lidocaína viscosa también puede ser útil. A pesar de que los esteroides pueden ayudar, no son recomendados normalmente; se pueden usar aspirinas en adultos, pero no se recomiendan para los niños debido al riesgo de contracción del Síndrome de Reye.

### Antibióticos
La Organización Mundial de la Salud —entre otras organizaciones— recomienda la penicilina, o sus derivados, para casos de faringitis estreptocócica debido a su seguridad, precio y efectividad, por lo que la mayoría de los cursos orales requieren una duración estándar de diez días para asegurar la erradicación completa de EGA. Cuando se tienen dudas acerca de si el paciente completará el tratamiento antibiótico vía oral se recomienda una sola inyección de penicilina benzatina G intramuscular.
El antibiótico que se utiliza en los Estados Unidos y en Europa es la penicilina V o la amoxicilina, mientras que en la India, donde el riesgo de una fiebre reumática es más alto, se sugiere el tratamiento con penicilina benzatina como primera opción.
Los antibióticos adecuados disminuyen la duración de los síntomas alrededor de un día y también, las posibilidades de contagio. Se prescriben principalmente para reducir complicaciones poco comunes, como fiebre reumática y absceso periamigdalino. Deben sopesarse los argumentos a favor de la cura con antibióticos y la consideración de los posibles efectos secundarios, y es razonable sugerir que no se le administre medicación antimicrobiana a adultos sanos con reacciones adversas a los fármacos. Se prescriben antibióticos para casos de faringitis estreptocócica en un índice más alto del que se esperaría por su prevalencia, y recomiendan eritromicina y otros macrólidos o clindamicina para personas con graves alergias a la penicilina. Al principio, se utilizan cefalosporinas generales en pacientes con alergias menos graves. Las infecciones estreptocócicas también pueden provocar glomerulonefritis aguda, sin embargo, la incidencia de este efecto secundario no disminuye con el uso de medicamentos.

## Pronóstico
Los síntomas de la faringitis estreptocócica generalmente mejoran en un período de tres a cinco días independientemente del tratamiento. Los antibióticos reducen el riesgo de complicaciones y trasmisión; los niños pueden volver a la escuela 24 horas después de la administración de fármacos y el riesgo de complicaciones en adultos es bajo.
En jóvenes, la fiebre reumática aguda es poco común en la mayor parte del mundo desarrollado, sin embargo, en la India, África subsahariana y algunas zonas de Australia son la principal causa de las enfermedades cardíacas adquiridas.
Las dificultades que surgen de infecciones estreptocócicas de la garganta incluyen:
| - Fiebre reumática aguda. - Escarlatina. - Síndrome del shock tóxico estreptocócico. - Glomerulonefritis. | - Síndrome PANDAS. - Absceso periamigdalino. - Linfadenopatía cervical. - Mastoiditis. |

El coste económico de esta enfermedad diagnosticada en niños, es de aproximadamente 350 millones de dólares en los Estados Unidos.

## Epidemiología
Se diagnostica faringitis —la categoría más amplia, que incluye la faringitis estreptocócica— a once millones de personas anualmente en los Estados Unidos. A pesar de que la mayor parte de los casos son virales, el estreptococo beta-hemolítico del grupo A es la causa del 15 % al 30 % de los casos de faringitis en niños y del 5 % al 20 % en adultos. Los casos generalmente surgen a finales del otoño, en invierno y a comienzos de la primavera. La infección se disemina por contacto de individuos con las secreciones nasales o la saliva, a menudo entre miembros de la familia o personas que habitan en el mismo hogar.
Un estudio comparó la prevalencia de BHS en especímenes de la garganta de niños y adultos sanos con dolor de garganta. En individuos sanos, la influencia de estreptococos es menor en niños de 3 años —1,9-7,1 %— y en adolescentes mayor o igual de 16 años —2,4-3,7 %—, mientras que en edades comprendidas entre los tres y quince años es de —5,0-21,2 %—. La diferencia de contagio de estos individuos era menor durante la temporada de verano y mayor en época de inverno. Además, la infección varía con la edad en individuos sanos y pacientes con dolor de garganta. Según el abstract de otra investigación, realizada a partir de artículos de Medline, en el 37 % de los niños que padecen la enfermedad se observa la prevalencia de SBHGA, así como en el 24 % de los menores de cinco años y pueden ser portadores de la bacteria el 12 % de los infantes que no presenten ninguna clase de síntomas.

### Citas
1. 1 2 3 4 5 6 7 8 9 10 11  Klein, Joel (julio de 2009).  kidshealth.org, ed. «Faringitis estreptocócica». Consultado el 24 de junio de 2013.
2. 1 2  Giménez, Salvador (22 de noviembre de 2011).  Medicina21, ed. «Las anginas o amigdalitis designa la inflamación de las amígdalas». Consultado el 24 de junio de 2013. (enlace roto disponible en Internet Archive; véase el historial, la primera versión y la última).
3. 1 2  Shaikh N, Leonard E, Martin JM (septiembre de 2010). «Prevalence of streptococcal pharyngitis and streptococcal carriage in children: a meta-analysis». Pediatrics 126 (3): e557-64. PMID 20696723. doi:10.1542/peds.2009-2648.
4. 1 2 3 4 5 6 7 8 9 10 11 12 13 14 15 16  Shulman, ST; Bisno, AL; Clegg, HW; Gerber, MA; Kaplan, EL; Lee, G; Martin, JM; Van Beneden, C (9 de septiembre de 2012). «Clinical Practice Guideline for the Diagnosis and Management of Group A Streptococcal Pharyngitis: 2012 Update by the Infectious Diseases Society of America». Clinical infectious diseases : an official publication of the Infectious Diseases Society of America. PMID 22965026.
5. 1 2 3 4 5 6 7 8 9 10 11 12 13 14 15 16 17 18 19 20 21 22 23  Choby BA (marzo de 2009). «Diagnosis and treatment of streptococcal pharyngitis». American Family Physician (en inglés) 79 (5): 383-90. PMID 19275067.
6. 1 2 3 4 5  Gutiérrez, Daniela; Karen León S., Héctor Bahamonde S.  Hospital Clínico Universidad de Chile, ed. «Faringoamigdalitis estreptocócica». Archivado desde el original el 29 de octubre de 2013. Consultado el 24 de julio de 2013.
7. 1 2 3  Brook I, Dohar JE (diciembre de 2006). «Management of group A beta-hemolytic streptococcal pharyngotonsillitis in children». J Fam Pract 55 (12): S1-11; quiz S12. PMID 17137534.
8. 1 2 3 4 5 6  Hayes CS, Williamson H (15 de abril de 2001). «Management of Group A beta-hemolytic streptococcal pharyngitis». Am Fam Physician 63 (8): 1557-1565. PMID 11327431.
9. 1 2 3 4 5 6  Baltimore RS (febrero de 2010). «Re-evaluation of antibiotic treatment of streptococcal pharyngitis». Curr. Opin. Pediatr. 22 (1): 77-82. PMID 19996970. doi:10.1097/MOP.0b013e32833502e7.
10. ↑  Lindbaek M, Høiby EA, Lermark G, Steinsholt IM, Hjortdahl P (2004). «Predictors for spread of clinical group A streptococcal tonsillitis within the household». Scand J Prim Health Care 22 (4): 239-43. PMID 15765640. doi:10.1080/02813430410006729.
11. ↑  E. Rakel, Robert; P. Rakel, David (2011). Textbook of Family Medicine (en inglés). Philadelphia, PA.: Elsevier Health Sciences. p. 331. ISBN 9781437711608. Consultado el 17 de julio de 2013.
12. 1 2  easp.es, ed. (octubre de 1998). «Terapia empírica de algunas infecciones frecuentes en atención primaria: resistencia bacteriana y selección del tratamiento» (PDF). p. 2. Archivado desde el original el 21 de julio de 2006. Consultado el 17 de julio de 2013.
13. ↑  Ellen Reid Smith; Kahan, Scott; Miller, Redonda G. (2008). In A Page Signs & Symptoms. In a Page Series (en inglés). Hagerstown, Maryland: Lippincott Williams & Wilkins. p. 312. ISBN 0-7817-7043-2.
14. 1 2 3 4  Bisno AL, Gerber MA, Gwaltney JM, Kaplan EL, Schwartz RH (julio de 2002). «Practice guidelines for the diagnosis and management of group A streptococcal pharyngitis. Infectious Diseases Society of America». Clin. Infect. Dis. 35 (2): 113-25. PMID 12087516. doi:10.1086/340949.
15. 1 2  Diagnósticos médicos, ed. (2008). «Infección de garganta por estreptococos». Archivado desde el original el 21 de junio de 2013. Consultado el 24 de junio de 2013.
16. ↑  Ebell MH (1 de octubre de 2004). «Epstein-Barr virus infectious mononucleosis». Am Fam Physician 70 (7): 1279-1287. PMID 15508538.
17. ↑  Johnson BC, Alvi A (marzo de 2003). «Cost-effective workup for tonsillitis. Testing, treatment, and potential complications». Postgrad Med 113 (3): 115-8, 121. PMID 12647478.
18. ↑  van Staaij, BK; van den Akker, EH; van der Heijden, GJ; Schilder, AG; Hoes, AW (enero de 2005). «Adenotonsillectomy for upper respiratory infections: evidence based?». Archives of disease in childhood 90 (1): 19-25. PMID 15613505.
19. ↑  Burton, MJ; Glasziou, PP (21 de enero de 2009). «Tonsillectomy or adeno-tonsillectomy versus non-surgical treatment for chronic/recurrent acute tonsillitis.». Cochrane database of systematic reviews (Online) (1): CD001802. PMID 19160201.
20. ↑  Thomas M, Del Mar C, Glasziou P (octubre de 2000). «How effective are treatments other than antibiotics for acute sore throat?». Br J Gen Pract 50 (459): 817-20. PMC 1313826. PMID 11127175.
21. ↑  MedicineNet.com (ed.). «Generic Name: Lidocaine Viscous (Xylocaine Viscous) side effects, medical uses, and drug interactions». Consultado el 7 de mayo de 2010.
22. ↑  «Effectiveness of Corticosteroid Treatment in Acute Pharyngitis: A Systematic Review of the Literature». Andrew Wing. 2010; Academic Emergency Medicine.
23. ↑  Chiappini E, Regoli M, Bonsignori F, Sollai S, Parretti A, Galli L, de Martino M. (2011). «Analysis of different recommendations from international guidelines for the management of acute pharyngitis in adults and children». Clin Ther 33 (1): 48-58. PMID 21397773. doi:10.1016/j.clinthera.2011.02.001.
24. ↑  Bonsignori F, Chiappini E, De Martino M (2010). «The infections of the upper respiratory tract in children». Int J Immunopathol Pharmacol 23 (1 Suppl): 16-9. PMID 20152073.
25. 1 2  Snow V, Mottur-Pilson C, Cooper RJ, Hoffman JR (marzo de 2001). «Principles of appropriate antibiotic use for acute pharyngitis in adults». Ann Intern Med 134 (6): 506-508. PMID 11255529. doi:10.7326/0003-4819-134-6-200103200-00018.
26. ↑  Linder JA, Bates DW, Lee GM, Finkelstein JA (noviembre de 2005). «Antibiotic treatment of children with sore throat». J Am Med Assoc 294 (18): 2315-22. PMID 16278359. doi:10.1001/jama.294.18.2315.
27. 1 2  UpToDate Inc (ed.). «Complications of streptococcal tonsillopharyngitis». Consultado el 23 de junio de 2013.
28. ↑  Stevens DL, Tanner MH, Winship J, et al. (julio de 1989). «Severe group A streptococcal infections associated with a toxic shock-like syndrome and scarlet fever toxin A». N. Engl. J. Med. 321 (1): 1-7. PMID 2659990. doi:10.1056/NEJM198907063210101.
29. 1 2  Hahn RG, Knox LM, Forman TA (mayo de 2005). «Evaluation of poststreptococcal illness». Am Fam Physician 71 (10): 1949-54. PMID 15926411.
30. ↑  «The prevalence of beta-haemolytic streptococci in throat specimens from healthy children and adults. Implications for the clinical value of throat cultures». ncbi (en inglés) (3): 149-55. 15 de septiembre de 1997. PMID 9323783.
31. ↑  Shaikh, Nader; Leonard, Erica; Martin, Judith M. (9 de agosto de 2010). «Prevalence of Streptococcal Pharyngitis and Streptococcal Carriage in Children: A Meta-analysis». Pediatrics (en inglés) (American Academy of Pediatrics) 26. doi:10.1542/peds.2009-2648. Archivado desde el original el 1 de octubre de 2015. Consultado el 15 de septiembre de 2013.

- Esta obra contiene una traducción  derivada de «Streptococcal pharyngitis» de Wikipedia en inglés, publicada por sus editores bajo la Licencia de documentación libre de GNU y la Licencia Creative Commons Atribución-CompartirIgual 4.0 Internacional.